# 척추뼈몸통
척추뼈몸통(영어: vertebral body, body of vertebrae) 또는 척추체 또는 추체(椎體)는 인체해부학에서 척추뼈의 가장 큰 원통형 구조물이다.
윗면과 아랫면은 납작하고 거칠고, 둘레를 따라 테(rim)가 있으며, 척추원반(추간판, intervertebral disc)과 접한다.
앞면은 좌우로 볼록하고 상하로 오목하다. 앞면에는 몇개의 아주 작은 구멍이 있어 영양혈관이 들어간다.
뒷면은 좌우로 오목하고 상하로 평평하다. 뒷면에는 하나 이상의 크고 불규칙한 구멍이 있어 척추뼈몸통정맥(basivertebral vein)이 나간다.
한편 척추뼈몸통의 뒷면은 척추뼈고리와 이어져 쌍을 이룬다.

## 구조
|                                  |
| 척추뼈몸통과 척추뼈고리의 돌기들 |

## 척추뼈고리와 척추뼈몸통
척추뼈는 위에서 보았을 때 앞쪽에 척추뼈몸통이 뒷쪽에 척추뼈고리로 이루어져있다.
척추뼈몸통과 척추뼈고리사이의 척추뼈구멍을 통해 수직으로 척수가 지나가며 척추사이구멍및척추뼈패임으로 척수신경이 수평으로 삐져나와 몸 전체로 퍼진다.
| |
| 경추(Cervical), 흉추(Thoracic), 요추(Lumbar)및 천골 그리고 미저골에서 흘러나오거나 지나는 척수 신경계 |

## 추가 이미지

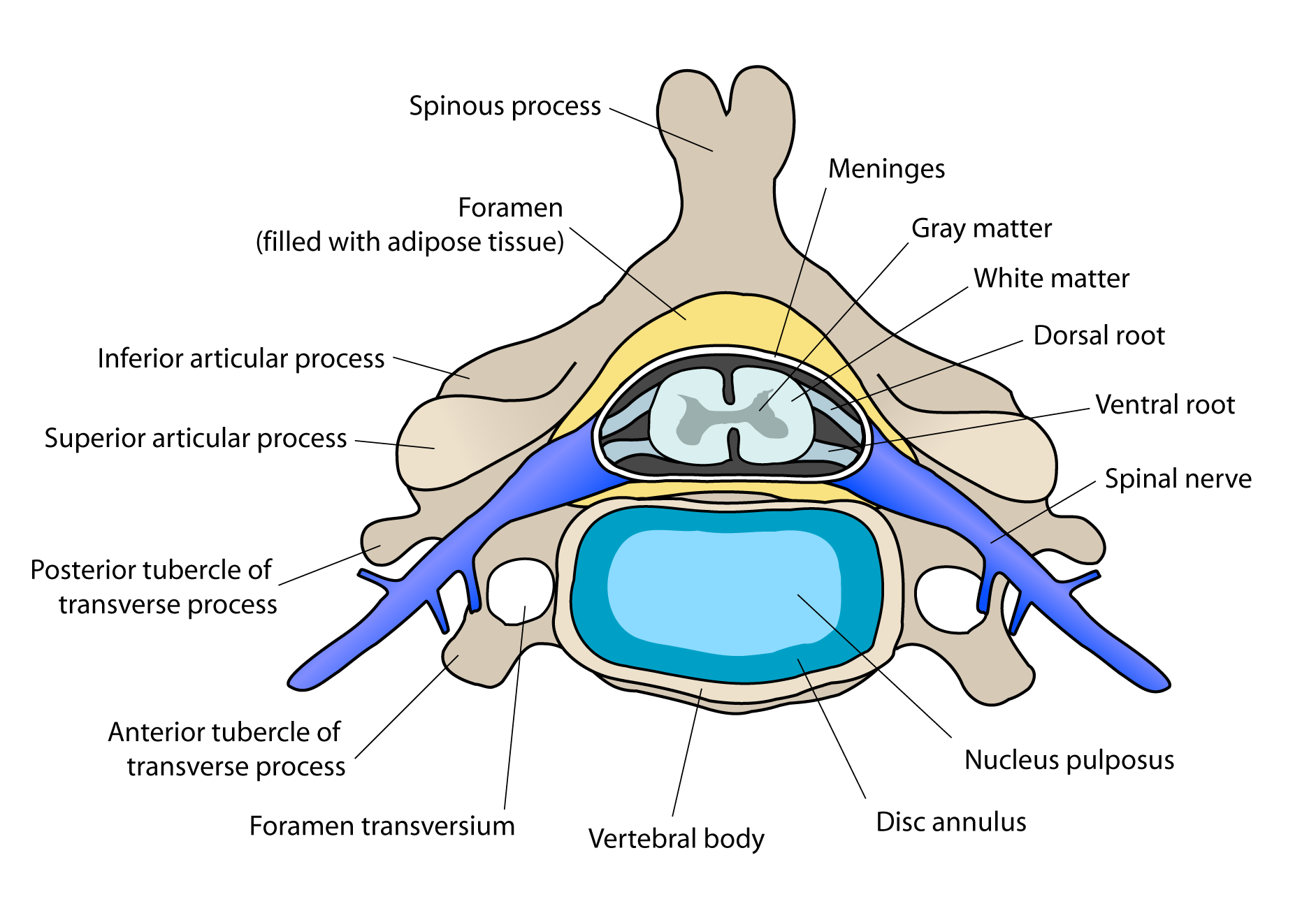
목뼈

## 같이 보기
- 인체 뼈 목록
- 횡돌기극근
- 척추뼈
- 척추뼈패임

1. ↑  대한의협 의학용어 사전 https://www.kmle.co.kr/search.php?Search=vertebral+body&EbookTerminology=YES&DictAll=YES&DictAbbreviationAll=YES&DictDefAll=YES&DictNownuri=YES&DictWordNet=YES
2. ↑  대한해부학회 의학용어 사전 https://www.kmle.co.kr/search.php?Search=body+of+vertebra&EbookTerminology=YES&DictAll=YES&DictAbbreviationAll=YES&DictDefAll=YES&DictNownuri=YES&DictWordNet=YES